# Oliver Christensen
Oliver Christensen (* 22. března 1999) je dánský profesionální fotbalista, který hraje na pozici brankáře za klub 2. Bundesligy Hertha BSC a dánský národní tým.

## Klubová kariéra

### Odense
Christensen se narodil v Kerteminde na ostrově Fyn, hrál v mládežnickém týmu svého místního klubu Kerteminde Boldklub, než přestoupil do Odense Boldklub (OB) na úrovni do 12 let. Tam postupoval akademií a v říjnu 2016 dokončil zkoušku s Manchesterem United.
V květnu 2017 podepsal Christensen tříletou profesionální smlouvu s OB a byl povýšen do prvního týmu. Stal se tak součástí klubu až do roku 2020. V prvním roce své smlouvy stále navštěvoval kurzy, po kterých se od léta 2018 stal profesionálem na plný úvazek.
Svůj profesionální debut si odbyl 22. října 2018 v zápase dánské Superligaen proti Brøndby IF. Během zápasu zapůsobil, odrazil řadu střel na branku od soupeřových hráčů. Od té doby se prosadil jako první brankář OB a získal přezdívku Gribben fra Kerteminde, což znamená "sup z Kerteminde" kvůli jeho velkému rozpětí rukou.

### Hertha BSC
Dne 26. srpna 2021 byl Christensen prodán do bundesligového klubu Hertha BSC, kde podepsal smlouvu do června 2026. 5. listopadu debutoval za rezervní tým Hertha BSC II v zápase Regionalliga Nordost proti 1. FC Lokomotive Leipzig. Během sezóny 2021/22 se v Bundeslize neobjevil, protože přednost dostali Alexander Schwolow a Marcel Lotka. Hertha zakončila sezónu na 16. místě v tabulce a v play-off o sestup a postup by se tak střetla s Hamburgerem SV. Vzhledem k tomu, že Lotka a Schwolow byli zraněni, Christensen odehrál oba zápasy a dokázal udržet Herthu v Bundeslize.

## Reprezentační kariéra
Christensen odehrál v roce 2017 dva zápasy za dánský národní tým do 18 let a v letech 2017 a 2018 za tým do 19 let. Poté, co v roce 2019 získal jediný start za národní tým do 20 let, Christensen debutoval za tým do 21 let dne 10. září 2019 při vítězství 2:1 v kvalifikačním zápase na Mistrovství Evropy ve fotbale do 21 let 2021 proti Rumunsku v Aalborgu.
Dne 9. listopadu 2020 byl Christensen povolán do seniorského týmu Kaspera Hjulmanda pro přátelské utkání proti Švédsku kvůli několika dánským hráčům hrajícím v Anglii kvůli omezením Covidem-19 a také kvůli případu Covidu-19 v týmu, který uvrhl několik hráčů národního týmu do karantény. V zápase proti Švédsku nastoupil na Stadionu Brøndby ve svém debutovém zápase 11. listopadu 2020.

## Statistiky

### Klubové
Platí k zápasu hranému 19. února 2023.
| Klub              | Sezóna            | Liga                 | Liga   | Liga | Národní pohár | Národní pohár | Kontinentální | Kontinentální | Ostatní | Ostatní | Celkově | Celkově |
| Klub              | Sezóna            | Divize               | Zápasy | Góly | Zápasy        | Góly          | Zápasy        | Góly          | Zápasy  | Góly    | Zápasy  | Góly    |
| ----------------- | ----------------- | -------------------- | ------ | ---- | ------------- | ------------- | ------------- | ------------- | ------- | ------- | ------- | ------- |
| OB                | 2018/19           | Dánská Superligaen   | 1      | 0    | 2             | 0             | —             | —             | —       | —       | 3       | 0       |
| OB                | 2019/20           | Dánská Superligaen   | 29     | 0    | 0             | 0             | —             | —             | 5       | 0       | 15      | 0       |
| OB                | 2020/21           | Dánská Superligaen   | 25     | 0    | 3             | 0             | —             | —             | —       | —       | 28      | 0       |
| OB                | 2021/22           | Dánská Superligaen   | 6      | 0    | 0             | 0             | —             | —             | —       | —       | 6       | 0       |
| OB                | Celkově           | Celkově              | 61     | 0    | 5             | 0             | 0             | 0             | 5       | 0       | 71      | 0       |
| Hertha BSC II     | 2021/22           | Regionalliga Nordost | 5      | 0    | —             | —             | —             | —             | —       | —       | 5       | 0       |
| Hertha BSC        | 2021/22           | Bundesliga           | 0      | 0    | 0             | 0             | —             | —             | 2       | 0       | 2       | 0       |
| Hertha BSC        | 2022/23           | Bundesliga           | 21     | 0    | 1             | 0             | —             | —             | —       | —       | 22      | 0       |
| Hertha BSC        | Celkově           | Celkově              | 21     | 0    | 1             | 0             | 0             | 0             | 2       | 0       | 24      | 0       |
| Celkově v kariéře | Celkově v kariéře | Celkově v kariéře    | 82     | 0    | 6             | 0             | 0             | 0             | 7       | 0       | 95      | 0       |